# المنطقة الشمالية الشرقية (البرازيل)
المنطقة الشمالية الشرقية هي إحدى الأقاليم الخمسة في البرازيل وتقع في شرق الدولة. يبلغ عدد سكانها 53081950 نسمة وذلك حسب إحصائيات سنة 2005 . تبلغ مساحتها 1558196 كم². وتضم 9 ولايات.